# Институт молекулярной биомедицины Общества Макса Планка
Институт молекулярной биомедицины Общества Макса Планка (нем. Max-Planck-Institut für molekulare Biomedizin) — научно-исследовательский институт, спонсируемый Обществом Макса Планка. Основан 1 августа 2001 года в городе Мюнстер. В настоящее время управляется Гансом Шёлером.

## История
Институт был основан 1 августа 2001 года в городе Мюнстер под названием «Институт сосудистой Биологии Общества Макса Планка» (нем. Max-Planck-Institut für vaskuläre Biologie). Первым директором и основателем института был Дитмар Вествебер. В 2004 году институт был расширен за счет дополнительного отдела, возглавляемого исследователем стволовых клеток Гансом Робертом Шёлером и в том же году институту было присвоено его нынешнее название.  Летом 2006 года институт переехал в новое здание. 1 октября 2007 года был основан третий отдел и руководителем  был назначен биохимик Ральф Х. Адамс перешедший из Лондонского института исследования рака в Мюнстер.